# Гаррисон, Уильям (генерал)
Уильям Ф. Гаррисон (англ. William F. Garrison; род. 27 июня 1944) — американский военный деятель, генерал-майор в отставке. Руководитель военной операции в октябре 1993 года по захвату приближённых сомалийского полевого командира Мухаммеда Айдида, переросшей в сражение, получившее известность как сражение в Могадишо. Позднее, в фильме «Чёрный ястреб» роль генерала Гаррисона сыграл актёр Сэм Шепард.

## Образование
- бакалавр в области делового администрирования Панамериканского университета Техаса (1966)[1]
- курсант офицерских курсов Школы подготовки личного состава СВ США , в/ч СВ "Форт-Беннинг"
- магистр в области делового администрирования университета Сэма Хьюстона, штат Техас (1974)[2]

## Биография
В июле 1966 года Гаррисон был призван в армию в качестве рядового пехоты. В следующем году, по окончании школы подготовки кандидатов в офицеры Армии США в Форт-Беннинг, ему было присвоено звание второго лейтенанта. Дважды проходил службу во Вьетнаме, был награждён Бронзовой звездой за доблесть и медалью Пурпурное сердце за ранения, полученные в бою. Проходя службу во Вьетнаме участвовал в программе «Феникс», целью которой являлось выявление и нейтрализация ключевых фигур инфраструктуры партизанского движения на территории Южного Вьетнама.
После войны во Вьетнаме, Гаррисон служил в различных подразделениях сил специальных операций, в том числе в качестве командира эскадрона обеспечения операций Службы разведывательной поддержки Армии США, заместителя командующего Командования специальных операций Армии США, командира 1-го оперативного отряда специального назначения «Дельта» (1985—1989), а также заместителя командующего Командования разведки и безопасности Армии США.
С 1992 по 1994 год Гаррисон возглавлял Совместное командование специальных операций. В этом качестве отвечал за оперативное руководство тактической группой «Рейнджер» (англ. Task Force Ranger) во время сражения в Могадишо.
Он также занимал пост командующего миротворческими силами ООН на Синайском полуострове.
В 1995 — 1996 годах являлся руководителем Центра специальных способов ведения войны им. Дж. Ф. Кеннеди.
Генерал Гаррисон ушел в отставку 3 августа 1996 года.

## Действительная служба в ВС США
1966. 6 - призван в СВ США на действительную военную службу в качестве рядового после окончания бакалавриата Панамериканского университета (ш. Техас)

1966. 6 – 1967 – курсант офицерских курсов Школы подготовки личного состава СВ США (в/ч СВ США «Форт-Беннинг») (2-й (младший ) лейтенант)

1967-1975 гг. – служба в составе частей специального назначения (СпН) Сухопутных войск (СВ) США в Республике Вьетнам (две командировки) , в том числе командиром оперативно-боевой группы отдела оперативной разведки РУ СВ США

1985 - 1989 гг. - командир 1-го оперативного полка СпН СВ (полковник)
- заместитель начальника управления войск СпН Сухопутных войск (СВ) (УСпН СВ) США (полковник)
- начальник управления специальных операций (УСО) главного управления войск специального назначения (ГУ СпН) МО США (полковник-генерал-майор)
- заместитель начальника оперативного штаба (командования) разведки СВ США (генерал-майор)
- командующий СООННР на Синайском п-ове (генерал-майор)
- Начальник УЦ СпН СВ США им Д. Кеннеди (генерал-майор)